# Achslach

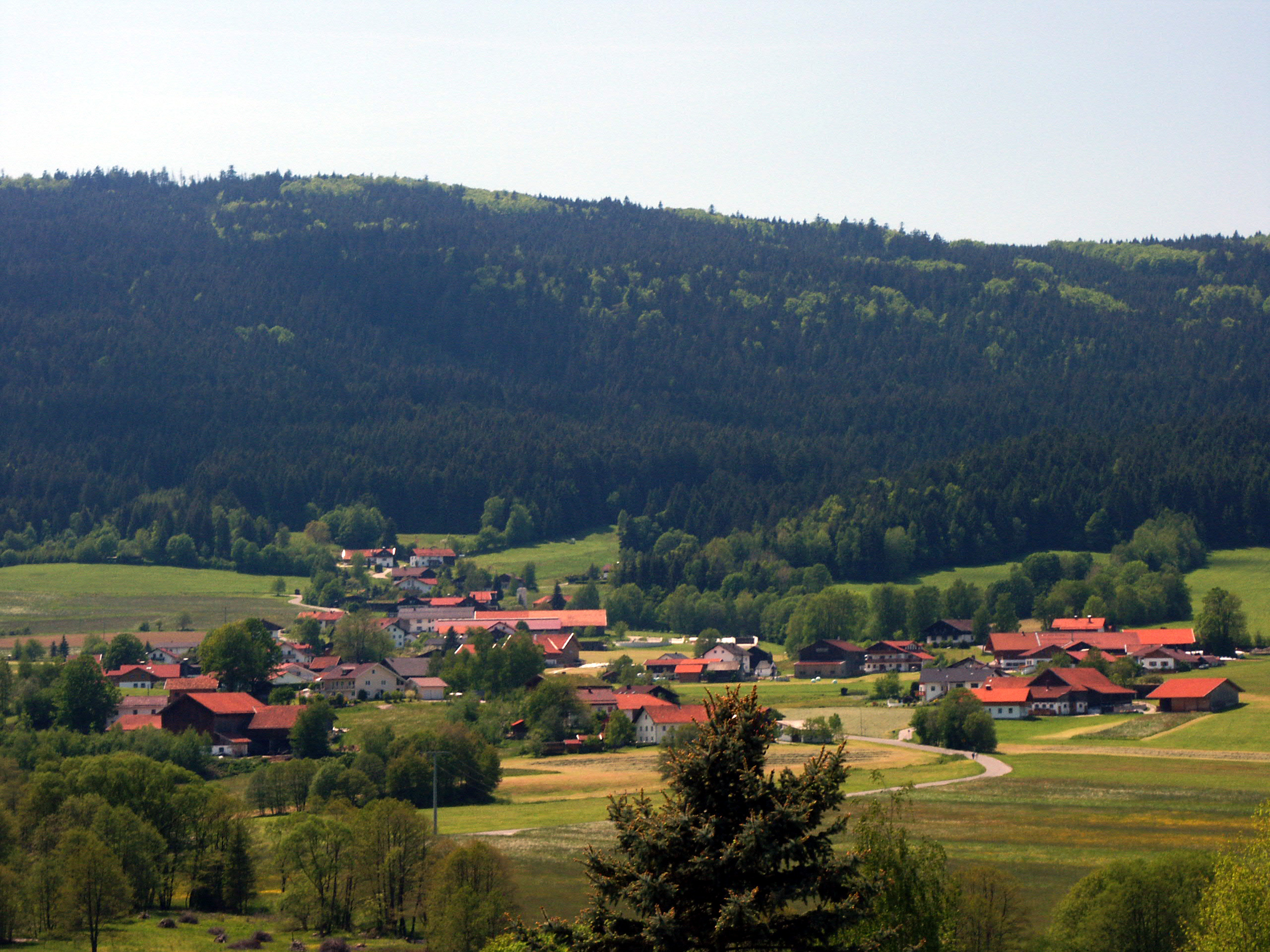
Lindenau (Achslach)

Achslach es un municipio situado en el distrito de Regen, en el Estado federado de Baviera (Alemania). Tiene una población estimada, a fines de 2020, de 959 habitantes.
Se encuentra ubicado al este del estado, en la región de Baja Baviera, en el bosque bávaro cerca de la orilla del Río Regen —un afluente izquierdo del Danubio— y de la frontera con República Checa.